# Campyloneurum chlorolepis
Campyloneurum chlorolepis är en stensöteväxtart som beskrevs av Arthur Hugh Garfit Alston. Campyloneurum chlorolepis ingår i släktet Campyloneurum och familjen Polypodiaceae. Inga underarter finns listade.